# Lijst van gemeenten in Tulcea

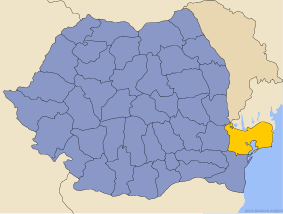
Tulcea in Roemenië

De lijst van gemeenten in het Roemeense district Tulcea.

## Gemeenten in Tulcea
1. Baia
2. Beidaud
3. C.A. Rosetti
4. Carcaliu
5. Casimcea
6. Ceamurlia de Jos
7. Ceatalchioi
8. Cerna
9. Chilia Veche
10. Ciucurova
11. Crișan
12. Dăeni
13. Dorobanțu (Tulcea)
14. Frecăței
15. Greci
16. Grindu
17. Hamcearca
18. Horia
19. I.C. Brătianu
20. Izvoarele
21. Jijila
22. Jurilovca
23. Luncavița
24. Mahmudia
25. Maliuc
26. Mihai Bravu
27. Mihail Kogălniceanu
28. Murighiol
29. Nalbant
30. Niculițel
31. Nufăru
32. Ostrov
33. Pardina
34. Peceneaga
35. Sarichioi
36. Sfântu Gheorghe
37. Slava Cercheză
38. Smârdan
39. Somova
40. Stejaru
41. Topolog
42. Turcoaia
43. Valea Nucarilor

Baia · Beidaud · C.A. Rosetti · Carcaliu · Casimcea · Ceamurlia de Jos · Ceatalchioi · Cerna · Chilia Veche · Ciucurova · Crișan · Dăeni · Dorobanțu · Frecăței · Greci · Grindu · Hamcearca · Horia · I.C. Brătianu · Izvoarele (Tulcea) · Jijila · Jurilovca · Luncavița · Mahmudia · Maliuc · Mihai Bravu · Mihail Kogălniceanu · Murighiol · Nalbant · Niculițel · Nufăru · Ostrov · Pardina · Peceneaga · Sarichioi · Sfântu Gheorghe · Slava Cercheză · Smârdan · Somova · Stejaru · Topolog · Turcoaia · Valea Nucarilor
Alba · Arad · Argeș · Bacău · Bihor · Bistrița-Năsăud · Botoșani · Brașov · Brăila · Buzău · Caraș-Severin · Călărași · Cluj · Constanța · Covasna · Dâmbovița · Dolj · Galaţi · Giurgiu · Gorj · Harghita · Hunedoara · Ialomița · Iași · Ilfov · Maramureș · Mehedinți · Mureș · Neamț · Olt · Prahova · Satu Mare · Sălaj · Sibiu · Suceava · Teleorman · Timiș · Tulcea · Vaslui · Vâlcea · Vrancea